# Chrysocolaptes
Chrysocolaptes là một chi chim trong họ Picidae.